# Дугорепи селац
Дугорепи селац (лат. Lampides boeticus) врста је лептира из породице плаваца (лат. Lycaenidae).

## Опис врсте
Лептир је лако препознатљив и може се помешати само са мањим краткорепим селцем.
- Lampides boeticus ♂
- Lampides boeticus ♂  △

## Распрострањење и станиште
Насељава јужну Европу где је чест у медитеранским и субмедитеранским областима. У Србији је редак, забележен свега неколико пута, при чему није утврђено да ли јединке могу да презиме у нашим условима.

## Биљке хранитељке
Основна биљка хранитељка је пуцалина (Colutea arborescens).